# Chaitén
Chaitén je sopečná kaldera o průměru 3 km, která se nachází v jižní části Chile v regionu Los Lagos asi 10 km severozápadně od stejnojmenného města. Lávový dóm na severním okraji je tvořený převážně sopečným sklem (obsidiánem). V kaldeře se nacházejí dvě menší jezera. Početné archeologické nálezy v blízkém okolí dokládají využívání obsidiánu předkolumbovskými kulturami.

## Erupce v roce 2008
Dne 2. května 2008 se sopka po několika tisících let nečinnosti probudila. Mohutné erupci předcházela den předem série menších zemětřesení. Mrak sopečného popela vystoupal do výše asi 18 km. Spad popela pokryl široké okolí kaldery a byl zaznamenán až ve městě Futaleufú, 160 km jihovýchodně od místa výbuchu. Z postižených oblastí bylo evakuováno několik tisíc lidí.

## Zajímavost
Snímek erupce Chaiténu od fotografa Carlose F. Gutiérreze zvítězil v soutěži World Press Photo 2008 v kategorii Příroda.

## Galerie

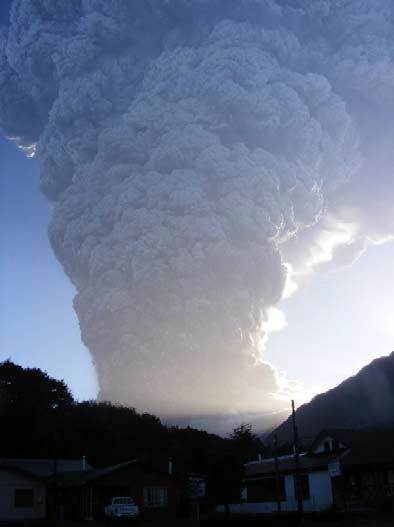
Hlavní fáze erupce 6. května 2008.
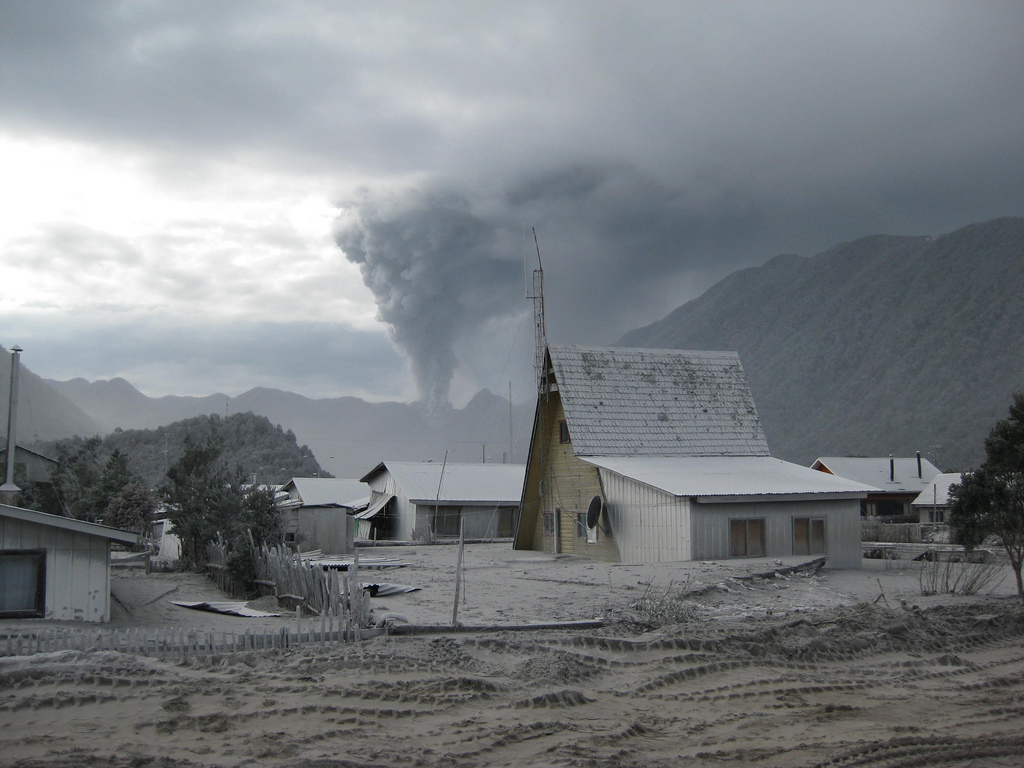
Zničená vesnice poblíž sopky.
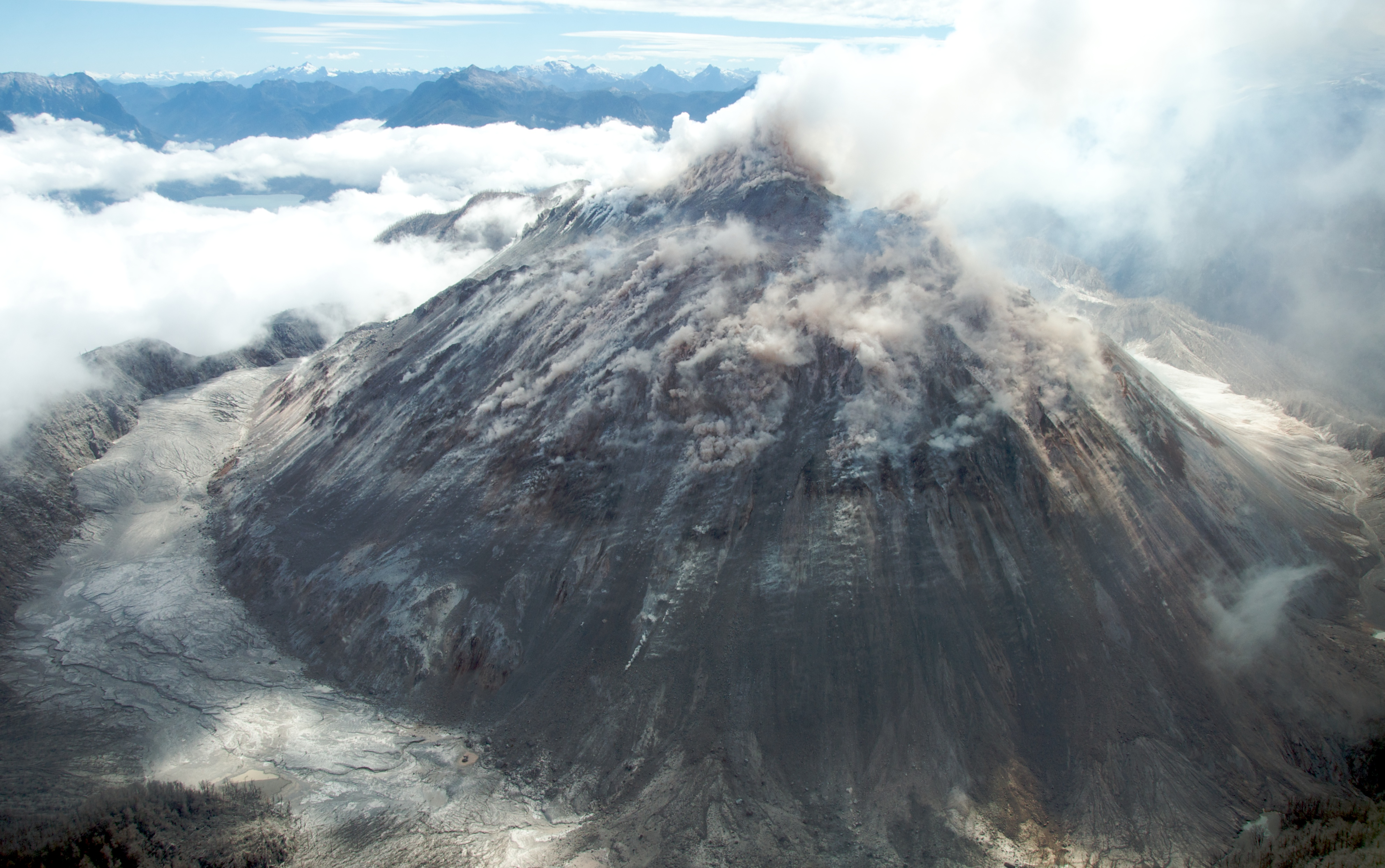
Ryolitový lávový dóm (2009).